# Lachnellula juniperina
Lachnellula juniperina är en svampart som tillhör divisionen sporsäcksvampar, och som först beskrevs av Kerstin Holm och Lennart Holm, och fick sitt nu gällande namn av Jan Vesterholt. Lachnellula juniperina ingår i släktet Lachnellula, och familjen Hyaloscyphaceae. Arten är reproducerande i Sverige.